# Aceh Singkil
Aceh Singkil ist ein indonesischer Regierungsbezirk (Kabupaten) in der indonesischen Provinz und Sonderregion Aceh. Er entstand im Frühjahr 1999 durch Abspaltung aus dem Bezirk Aceh Selatan.

## Geographie und Lage
Aceh Singkil ist der südlichste Bezirk der Provinz und erstreckt sich zwischen 2°02′ und 2°27′30″ n. Br. sowie zwischen 97°04′ und 97°45′ ö. L. Der Bezirk grenzt im  Norden an die autonome Stadt Kota Subulussalam, im Osten an den Kabupaten Pakpak Bharat, im Südosten an Tapanuli Utara (beide von der Provinz Sumatera Utara) sowie im Nordwesten an die Provinz Aceh Selatan. Im Süden bzw. Südwesten bildet die etwa 70 Kilometer lange Küstenlinie des Indischen Ozeans eine natürliche Grenze des Kabupatens auf dem „Festland“ (der Hauptinsel Sumatra). Die aus ca. 75 Inseln bestehende Inselgruppe der Banyak-Inseln befindet sich etwa 30 Kilometer westlich des Regierungsbezirks. Sie bildet zwei eigene Distrikte (Kecamatan).

### Klima
67 Prozent der Oberfläche sind bis zu 100 Meter hoch, besonders im Süden. Der restliche Teil steigt bis auf 500 Meter an, hier im Distrikt Suro (Makmur). In den Tropen gelegen, werden zwei Hauptjahreszeiten unterschieden: Trockenzeit und Regenzeit. Im Jahr 2020 lag die Temperatur zwischen 21 (im Januar) und 35,6 °C (im August). Regen fiel im Januar am wenigsten (16,8 mm an vier Tagen), der Mai brachte an 27 Regentagen 388,9 mm Niederschlag. Die Sonnenscheindauer war im Januar am höchsten (89 %).

## Verwaltungsgliederung
Administrativ unterteilt sich Aceh Singkil seit 2010 in elf Distrikte (indonesisch Kecamatan) mit 120 Dörfern (indonesisch Gampong oder Kampung) die in 16 Mukim zusammengefasst sind. Mehrere Dörfer bilden ein Mukim, eine Sonderverwaltungseinheit, die in Indonesien nur in Aceh existiert.
| Code 1   | Kecamatan Distrikt    | Ibu Kota Verwaltungssitz | Fläche (km²) | Einw. 2010 2 | Volkszählung 2020 | Volkszählung 2020 | Volkszählung 2020 | Anzahl der |
| Code 1   | Kecamatan Distrikt    | Ibu Kota Verwaltungssitz | Fläche (km²) | Einw. 2010 2 | Einw. 3           | 0Dichte 40        | Sex Ratio 5       | Gampong    |
| -------- | --------------------- | ------------------------ | ------------ | ------------ | ----------------- | ----------------- | ----------------- | ---------- |
| 11.10.01 | Pulau Banyak          | Pulau Balai              | 15,02        | 6.570        | 4.562             | 303,7             | 105,40            | 3          |
| 11.10.02 | Simpang Kanan         | Lipat Kajang             | 289,96       | 12.716       | 15.748            | 54,3              | 100,79            | 4          |
| 11.10.04 | Singkil               | Pulo Sarok               | 135,94       | 16.292       | 19.740            | 145,2             | 99,49             | 16         |
| 11.10.06 | Gunung Meriah         | Rimo                     | 224,30       | 30.630       | 39.557            | 176,4             | 102,69            | 7          |
| 11.10.09 | Kota Baharu           | Danau Bungara            | 232,69       | 5.720        | 6.606             | 28,4              | 100,06            | 4          |
| 11.10.10 | Singkil Utara         | Gosong Telaga            | 142,23       | 8.918        | 10.533            | 74,1              | 102,52            | 25         |
| 11.10.11 | Danau Paris           | Biskang                  | 206,04       | 6.622        | 7.883             | 38,3              | 107,83            | 25         |
| 11.10.12 | Suro                  | Bulusema                 | 127,60       | 7.559        | 8.987             | 70,4              | 103,00            | 7          |
| 11.10.13 | Singkohor             | Singkohor                | 159,63       | 5.309        | 7.265             | 45,5              | 103,10            | 12         |
| 11.10.14 | Kuala Baru            | Kuala Baru               | 45,83        | 2.173        | 2.555             | 55,7              | 104,40            | 7          |
| 11.10.16 | Pulau Banyak Barat000 | Haloban                  | 278,63       | –            | 3.078             | 11,0              | 103,71            | 10         |
| 11.10    | Kab. Aceh Singkil     | Kab. Aceh Singkil        | 1.857,88     | 102.509      | 126.514           | 68,1              | 102,99            | 120        |

## Demographie
Zur siebten Volkszählung im September 2020 (indonesisch Sensus Penduduk – SP2020) lebten in Aceh Singkil 126.514 Menschen, davon 62.536 Frauen (49,43 %) und 63.978 Männer (50,57 %). Gegenüber dem letzten Zensus (2010) sank der Frauenanteil um 0,07 % (51.772 Männer ÷ 50.737 Frauen).
87,96 Prozent der Einwohner sind Muslime. Der Anteil der Christen (13.963 Protestanten, 1.155 Katholiken) betrug 2020 11,84 Prozent. Die meisten Christen lebten damals im Kec. Simpang Kanan: 4.688 Protestanten und 36 Katholiken (gesamt 28,85 %). Anteilmäßig erreichen die Christen im Kec. Danau Paris den höchsten Anteil, mehr als die Mohammedaner: 50,57 % (3.016 Protestanten, 800 Katholiken). Der Anteil von Hindus und Buddhisten (zusammen 8 Personen) war 2020 eher unbedeutend. Bei 144 Moscheen und 169 kleineren Gebetsräumen (indonesisch Mushola) gab es nur eine (protestantische) Kirche im Kec. Simpang Kanan.

### Soziale Daten 2020
| Merkmal                                                            | Kabupaten | 0Provinz Aceh0 |
| ------------------------------------------------------------------ | --------- | -------------- |
| Bev. unterh. der Armutsgrenze (Tsd.)0                              | 25,43     | 814,91         |
| Anteil der „armen Bevölkerung“ (indonesisch Penduduk miskin) (%)00 | 20,20     | 014,99         |
| Arbeitslosenrate (%)                                               | 08,24     | 006,59         |
| Lebenserwartung (in Jahren)                                        | 67,39     | 069,93         |
| HDI-Index                                                          | 68,94     | 071,99         |
| Analphabetenrate (in %, > 15 J.)                                   | 03,11     | 001,75         |
| Abhängigenquotient (%)                                             | 53,41     | 048,71         |
| Anteil der Altersgruppen                                           | 0Real0    | 0Prozentual0   |
| Kinder (<15 J.)                                                    | 39.9560   | 031,58         |
| arbeitsfähige Bevölkerung (15–64 J.)                               | 82.4700   | 065,19         |
| Rentner und Pensionäre (>65 J.)                                    | 04.880    | 003,23         |

### Aktuelle Bevölkerungsdaten vom Jahresende 2022
Nachfolgende Tabelle gibt den Einwohnerstand per 31. Dezember 2022 wieder.
| Kecamatan             | Fläche km² | Einwohner gesamt | Männer | Frauen | Dichte Einw. je km² | Sex Ratio (100 M/F) |
| --------------------- | ---------- | ---------------- | ------ | ------ | ------------------- | ------------------- |
| Pulau Banyak          | 19,39      | 4.638            | 2.384  | 2.254  | 239,2               | 105,77              |
| Simpang Kanan         | 163,57     | 16.929           | 8.459  | 8.470  | 103,5               | 99,87               |
| Singkil               | 202,04     | 20.416           | 10.176 | 10.240 | 101,0               | 99,38               |
| Gunung Meriah         | 164,45     | 41.385           | 20.848 | 20.537 | 251,7               | 101,51              |
| Kota Baharu           | 236,17     | 6.743            | 3.386  | 3.357  | 28,6                | 100,86              |
| Singkil Utara         | 234,81     | 10.816           | 5.471  | 5.345  | 46,1                | 102,36              |
| Danau Paris           | 262,48     | 8.095            | 4.207  | 3.888  | 30,8                | 108,20              |
| Suro Makmur           | 155,86     | 9.171            | 4.578  | 4.593  | 58,8                | 99,67               |
| Singkohor             | 100,55     | 7.488            | 3.779  | 3.709  | 74,5                | 101,89              |
| Kuala Baru            | 75,95      | 2.630            | 1.357  | 1.273  | 34,6                | 106,60              |
| Pulau Banyak Barat000 | 286,79     | 3.112            | 1.579  | 1.533  | 10,9                | 103,00              |
| Kab. Aceh Singkil     | 1.902,06   | 131.423          | 66.224 | 65.199 | 69,1                | 101,57              |

## Geschichte
Der Regierungsbezirk Aceh Singkil entstand im April 1999. Dabei wurde der südliche Teil des Kabupaten Aceh Selatan mit vier Kecamatan (Simpang Kiri, Simpang Kanan, Singkil, Pulau Banyak) abgetrennt. Aus diesen Verwaltungseinheiten wurden durch Abspaltung von Dörfern neue Kecamatan gebildet, so im Jahr 2001 Kota Baharu, Sultan Daulat und Penanggalan aus dem Distrikt Simpang Kiri, Singkil Utara aus Singkil sowie Danau Paris Dalam aus Simpang Kanan. 2002 folgten Suro Makmur und Singkohor aus Simpang Kanan, schließlich Anfang 2005 Kuala Baru aus Singkil sowie Longkib aus dem Distrikt Rundeng.
Ein weiterer Schritt war die Bildung der autonomen Stadt Kota zum Jahresanfang 2007. Hierbei wurden die fünf nördlich gelegenen Kecamatan Simpang Kiri, Penanggalan, Rundeng, Sultan Daulat sowie das kurz zuvor gebildete Longkib zur neuen Stadt zusammengefasst. Der Bezirk Acek Singkil verlor damit etwa 40 Prozent seines Territoriums mit 73 Gampong (in 8 Mukim).
Als letzte administrative Veränderung wird die Abtrennung des Kecamatan Pulau Banyak Barat vom Mutterdistrikt Pulau Banyak Anfang des Jahres 2010 wirksam, der aber beim Zensus 2010 noch keine Berücksichtigung fand. (s. o.).